# Neologia
Neologia – dziedzina językoznawstwa zajmująca się badaniem nowych elementów leksyki, również synonim wprowadzania do języka nowych wyrazów lub zwrotów (neologizmów) bądź nadawania istniejącym wyrazom lub zwrotom nowych znaczeń (neosemantyzacja).
W językoznawstwie wyróżnia się niekiedy neologię denominacyjną albo referencyjną (ang. denominative or referential neology) oraz neologię stylistyczną albo ekspresyjną (ang. stylistic or expressive neology). Neologia denominacyjna oznacza tworzenie nowych elementów językowych do oznaczania nowych desygnatów, a neologia stylistyczna oznacza wykorzystanie twórczości językowej do oddawania subiektywnych niuansów znaczeniowych bądź tworzenia nowych, oryginalnych form komunikacji. 